# Thyene triangula
Thyene triangula es una especie de araña saltarina del género Thyene, familia Salticidae. Fue descrita científicamente por Xie & Peng en 1995.
Habita en China.